# Фамке Янссен
Фамке Бемер Янссен (англ. Famke Beumer Janssen; нар. 5 листопада 1964, Амстелвен) — нідерландська акторка і фотомодель. Одна з небагатьох топ-моделей, які стали успішними акторками.

## Біографія
Народилася 5 листопада 1964 року в Амстелвені, Нідерланди.
На початку своєї модельної кар'єри переїхала в США, де працювала у Будинку моди Ів Сен-Лорана, одночасно навчаючись акторського мистецтва в Колумбійському університеті. Перші її появи на екрані були пов'язані з телебаченням: була запрошена акторкою у серіали «Зоряний шлях: Наступне покоління» і «Район Мелроуз». Після кількох ролей на великому екрані, що залишилися непоміченими, Янссен з'являється в ролі супротивниці Джеймса Бонда у фільмі «Золоте око». Роль одержимої насильством російської вбивці Ксенії Онатопп, а також всесвітній успіх картини Мартіна Кемпбелла принесли їй першу гучну популярність. Смерть її героїні Ксенії Онатопп у фільмі «Золоте око» вважається однією з найзнаменитіших кіносмертей.
Після участі у франшизі про Агента 007 знялася в кількох голлівудських фільмах, що пройшли в прокаті з перемінним успіхом: «Підйом з глибини», «Факультет» (режисер Роберт Родрігес), «Не кажи ні слова» (з Майклом Дугласом), «Будинок нічних примар», «Гра в хованки» (з Робертом де Ніро) та інших. Крім того, акторка виконала невелику роль у багатому на зоряну присутність фільмі Вуді Аллена «Знаменитість».
Однак головним її кіноуспіхом вважається участь в екранізації популярного коміксу «Люди Ікс»: зіграла у всіх трьох серіях мутантку Джин Грей (у третій, заключній серії — Темний Фенікс). Її героїня має унікальні телепатичні здібності, гине в другій серії, однак воскресає в темному обличчі у заключній частині серіалу. У 2013 році акторка також зіграла одну з головних ролей у фантастично-драматичному телесеріалі «Гемлокова Штольня».

## Фільмографія
- 1992 — Зоряний шлях: Наступне покоління / Star Trek: The Next Generation
- 1994 — Безжалісний 4 / Relentless IV: Ashes to Ashes
- 1995 — Золоте око / Golden Eye
- 1997 — Зона злочинності / City of Industry
- 1998 — Шулери / Rounders
- 1998 — Факультет / The Faculty
- 1998 — Глибинний підйом / Deep Rising
- 1999 — Будинок нічних примар / House on Haunted Hill
- 2000 — Люди Ікс / X-Men
- 2002 — Обдурити всіх / I Spy
- 2003 — Люди Ікс 2 / X2: X-Men United
- 2006 — Люди Ікс: Остання битва / X-Men: The Last Stand
- 2008 — 100 футів / 100 Feet
- 2008 — Викрадена / Taken
- 2012 — Викрадена 2 / Taken 2
- 2013 — Гемлокова Штольня / Hemlock Grove
- 2013 — Мисливці за відьмами / Hansel and Gretel: Witch Hunters
- 2013 — Росомаха / The Wolverine
- 2014 — Люди Ікс: Дні минулого майбутнього / X-Men: Days of Future Past
- 2015 — Як уникнути покарання за вбивство
- 2017 — Його собаче діло / Once Upon a Time in Venice
- 2017 — Дрібничка на день народження / A Little Something for Your Birthday
- 2019 — Отруйна троянда / The Poison Rose
- 2020 — Убивства з листівками / The Postcard Killings
- 2020 — Вічність між нами / Endless
- 2021 — Геніальне пограбування / Vault
- 2022 — Золото острова Ґардіан / Dangerous
- 2023 — Лицарі Зодіаку / Knights of the Zodiac
- 2023 — Замкнена / Locked In
- 2023 — Пробивний чувак / Boy Kills World